# Elite One 2007-2008
L'Elite One 2007-08 è stata il 48º campionato camerunese di calcio. Cominciata l'8 dicembre, è terminata il 6 luglio. La vittoria finale andò al Cotonsport Garoua che vinse il suo nono titolo, il sesto consecutivo.

## Formula
Per la prima volta il campionato ha seguito il formato europeo, cominciando in un anno e finendo il successivo.
Le squadre partecipanti erano 16, con le ultime 3 che vennero retrocesse; la formula è stata quelle di gare di andate e ritorno per un totale di 30 incontri, con i tre punti per vittoria.

## Classifica finale
|  |     | Classifica finale 2007-2008  | Punti | G  | V  | N  | P  | GF | GS | DR  |
|  | --- | ---------------------------- | ----- | -- | -- | -- | -- | -- | -- | --- |
|  | 1.  | Cotonsport Garoua            | 58    | 30 | 16 | 10 | 4  | 42 | 16 | +26 |
|  | 2.  | Canon Yaoundé                | 51    | 30 | 15 | 6  | 9  | 30 | 21 | +9  |
|  | 3.  | Union Douala                 | 45    | 30 | 11 | 12 | 7  | 28 | 20 | +8  |
|  | 4.  | Les Astres                   | 44    | 30 | 12 | 8  | 10 | 29 | 27 | +2  |
|  | 5.  | Fovu Baham                   | 43    | 30 | 10 | 13 | 7  | 28 | 22 | +6  |
|  | 6.  | Unisport                     | 41    | 30 | 11 | 8  | 11 | 20 | 18 | +2  |
|  | 7.  | Tiko Utd                     | 41    | 30 | 11 | 8  | 11 | 34 | 34 | 0   |
|  | 8.  | Université Ngaoundéré        | 40    | 30 | 10 | 10 | 10 | 20 | 23 | -3  |
|  | 9.  | Aigle Royal Menoua           | 38    | 30 | 10 | 8  | 12 | 20 | 24 | -4  |
|  | 10. | Mount Cameroon               | 38    | 30 | 9  | 11 | 10 | 23 | 28 | -5  |
|  | 11. | Sable Batié                  | 37    | 30 | 10 | 7  | 13 | 20 | 27 | -7  |
|  | 12. | Foudre Sportive d'Akonolinga | 37    | 30 | 9  | 10 | 11 | 17 | 28 | -11 |
|  | 13. | Caiman Douala                | 36    | 30 | 9  | 9  | 12 | 30 | 29 | +1  |
|  | 14. | Espérance Guider             | 35    | 30 | 8  | 11 | 11 | 24 | 27 | -3  |
|  | 15. | Tonnerre Yaoundé             | 31    | 30 | 7  | 10 | 13 | 26 | 30 | -4  |
|  | 16. | FC Inter Lion Ngoma          | 26    | 30 | 6  | 11 | 13 | 24 | 41 | -17 |

### Verdetti
- Cotonsport Garoua campione del Camerun 2007-2008 e qualificato in Champions League 2009.
- Canon Yaoundé qualificata in Champions League 2009.
- Union Douala e Aigle Royal de la Menoua (in quanto finalista della Coppa del Camerun) qualificate in Coppa della Confederazione CAF 2009.
- Fudre Sportive d'Akonolinga, Caïman de Douala, Espérance Guider, Tonnerre Yaoundé e FC Inter Lion Ngoma retrocesse in Seconda Divisione camerunese 2008-2009.